# Jours bosniens
Jours bosniens (en arabe : أيام بوسنية) est un recueil de nouvelles de l'écrivaine marocaine Khadija Ikan, publié en 2019 par Dar Al-Mousawwarat pour l'édition, et qui compte 178 pages. Ce recueil a remporté le Prix Tayeb Salih international pour la création littéraire lors de sa huitième édition en 2018. Il est considéré comme l'une des œuvres littéraires les plus marquantes traitant de la tragédie de Srebrenica et du massacre de Srebrenica en Bosnie-Herzégovine d'un point de vue humain et douloureux,.

## Thèmes
(août 2025).
Jours bosniens est un recueil de nouvelles de l'écrivaine marocaine Khadija Ikan, composé de textes littéraires qui narrent les événements[évasif] du génocide dans la ville de Srebrenica pendant la guerre de Bosnie-Herzégovine dans les années 1990[évasif]. Les nouvelles traitent de multiples aspects de la tragédie, tels que la perte d'identité, la souffrance des enfants, la déportation des femmes et l'interaction des personnages avec le mémorial des victimes, dans un style contemplatif et poétique[Selon qui ?] qui met en lumière la fragilité de l'esprit humain face au désastre. Le recueil utilise le symbolisme[Quoi ?] de l'« ombre errante » pour signifier les âmes suspendues entre la mémoire et la justice, et reconstruit un récit humain qui condamne l'oubli et le silence international.

## Personnages
L'Ombre errante : personnage central représentant l'âme tourmentée qui a perdu son corps et son ombre au moment du massacre, et qui cherche la justice au milieu des ruines.
La Femme endeuillée : incarne les mères qui ont perdu leurs fils et exprime la douleur féminine face à la violence et au déplacement.
L'Enfant en fuite : symbole de l'innocence sacrifiée, il apparaît dans plusieurs nouvelles, essayant de survivre au milieu des balles et de la peur.
Le Survivant silencieux : personnage qui vit dans un lourd silence, portant la mémoire du massacre sans la révéler, et incarnant le poids de la mémoire collective.
Le Narrateur contemplatif : voix narrative qui se déplace entre les histoires, reliant les événements à la géographie et aux symboles, et reconstruisant la scène d'un point de vue humain.

## La femme dans le recueil
Dans le recueil Jours bosniens, la femme occupe une place centrale qui reflète la profondeur de la tragédie humaine laissée par les massacres de Srebrenica[Selon qui ?]. Elle apparaît sous les traits de la mère endeuillée, de l'épouse disparue, de la survivante silencieuse et de la réfugiée opprimée. Les nouvelles abordent les expériences des femmes qui ont perdu leurs fils ou ont été victimes de déportation et de viol, soulignant comment leurs corps sont devenus des mémoires vivantes de la destruction et leurs visages des miroirs de la douleur collective. Dans un style poétique et contemplatif, l'écrivaine Khadija Iken reconstruit l'image de la femme bosnienne en tant que témoin de la tragédie et actrice de la résistance contre l'oubli, où la souffrance se transforme en un récit qui condamne le silence international et célèbre la dignité humaine. Dans ce recueil, la femme est un symbole de résilience et de survie, une voix qui s'élève au-dessus des décombres pour raconter l'inoubliable.